# 蘇羅維基諾勞教所人質危機
2024年8月23日，四名囚犯在俄羅斯南部伏爾加格勒州蘇羅維基諾的伏爾加格勒州第十九勞教所發動襲擊，其襲擊勞教所警衛並劫持人質。這些劫持者據悉與极端组织伊斯蘭國有關。他們聲稱，此行動是為2024年3月番紅花城市大廳襲擊中被拘捕的嫌犯而進行報復。

## 背景
BBC報導指，伏爾加格勒州第十九勞教所是最高安全等級監獄，其面臨一系列問題。該勞教所內約有1230名囚犯。在人質危機前的過去十年，囚犯們至少3次集體抗議勞教所中的虐囚行為和惡劣環境。2014年，至少15名囚犯割脈抗議，並將之拍攝成影片發佈到YouTube上。2015年，一名囚犯因不欲回勞教所而在勞教醫療機構內自殺。2016年，11名囚犯割脈抗議，另有450名囚犯絕食抗議。
2021年，該勞教所副所長尼古拉·鮑里塞維奇因收受下屬賄賂而被判刑。2024年4月，該勞教所另一名副所長格里戈里·別倫科夫收受囚犯賄賂而被判7年有期徒刑。
而在勞教所中，穆斯林的待遇更為惡劣，他們比其他人更有可能遭受虐待，他們的權利、宗教自由經常受到侵犯，而更難獲得假釋。而在伊斯蘭國崛起後，俄羅斯聯邦監獄管理局加強對穆斯林囚犯的控制，大量僱用參與鎮壓北高加索叛亂的人來做勞教所職員，其對穆斯林囚犯更不寬容。在此環境下，穆斯林囚犯只能參與幫派自保，而往往加入穆斯林幫派的條件是也需要支持伊斯蘭國。
而該勞教所也是瓦格納集團招募囚犯作前線士兵攻打巴赫穆特的目標。在瓦格納集團失勢後，改由俄羅斯國防部招募囚犯，其中一些囚犯在未知會之下被迫參與俄羅斯入侵烏克蘭的战争。

## 襲擊
2024年8月23日，大約在12:30分左右，幾名囚犯在伏爾加格勒州第十九勞教所舉行紀律委員會會議期間佔領勞教所，初步消息顯示其中一些劫持者可能是伊斯蘭國的成員。網上傳言伏爾加格勒州聯邦監獄管理局局長謝爾蓋·科諾瓦洛夫上校被殺害，但被相關部門否認。
劫持者手持刀子、鐵鎚和剪刀，其中一人穿著戴上疑似自殺式爆炸背心。事件中包括8名勞教所職員以及4名囚犯被挾持為人質；其中3人被當場殺害，另一人在事後於醫院傷重身亡。劫持者發佈影片，展示受傷的人質，其向當局要求一架直升機、200萬美元和一條安全通道。他們聲稱可以在勞教所組裝一個簡易爆炸裝置，如果他們的要求得不到滿足，他們就會引爆它。其中一名劫持者在影片中展示伊斯蘭國旗幟。
劫持者在影片中說明行動的原因：
我們所做的一切都是為了安拉，為了推行伊斯蘭教法，為了那些在敘利亞受困的穆斯林兄弟。我們為了在「番紅花城」事件中遭遇不公的兄弟們報仇。這是為所有穆斯林兄弟的報復行動。
在被挾持為人質的俄羅斯聯邦監獄管理局官員中，其中一人為該勞教所所長——45歲的安德烈·傑維亞托夫。傑維亞托夫身中多刀，並被錘擊頭部。根據報導指，他在醫院的重症監護病房內，情況危殆。執法人員，包括警察、防暴警察、聯邦安全局人員在事發後集中兵力包圍勞教所。特種部隊隨後抵達勞教所，與劫持者進行談判，劫持者發佈人質被虐待的影片，強迫當局滿足他們的要求。到17:18分，特種部隊報告指，部隊攻入勞教所擊斃4名劫持者，人質被解救。
俄羅斯總統弗拉基米爾·普京在襲擊發生後，要求安全部隊就人質危機提供報告。

## 劫持者
劫持者分別是烏茲別克族和塔吉克人，分別是：
- 拉姆齊丁·托舍夫，28歲，烏茲別克人（1995年出生）；
- 尼齊瓊·托舍夫，28歲，塔吉克人（1996年出生）；
- 魯斯塔姆·納夫魯茲，23歲，塔吉克人（2001年出生）；
- 鐵木爾·胡西諾夫，29歲，烏茲別克人（1995年出生）。

拉姆齊丁·托舍夫、尼齊瓊·托舍夫和魯斯塔姆·納夫魯齊因販毒而服刑。鐵木爾·胡西諾夫則因在街頭鬥毆中錯失殺人而入獄。
劫持者在發佈的影片中自稱為伊斯蘭國支持者。BBC報導指，尼齊瓊·托舍夫曾在2017年參加支持緬甸羅興亞穆斯林的集會，而魯斯塔姆·納夫魯茲在入獄之前對宗教很感興趣，在YouTube上觀看了不同傳教士的影片。

## 遇害者
事件中有4名勞教所職員死亡，另外有4名勞教所職員和1名囚犯受傷。在人質獲救後，傷者均送往醫院接受治療。當局公佈的傷者分別是：
- 羅曼·波諾馬列夫，勞教所職員，情況嚴重；
- 阿列克謝·萊金，44歲，勞教所職員，情況危殆；
- 安德烈·傑維亞托夫，45歲，勞教所所長，情況危殆；
- 尤里·馬夫林，勞教所職員，情況不明；
- 亞歷山大·博伊科，囚犯，腹部受傷。